# Açude Manuel Balbino
Açude Manuel Balbino, também conhecido como Açude dos Carneiros, é um açude brasileiro no estado do Ceará.
Está construído sobre o leito do riacho dos Carneiros, no município de Caririaçu. Pertence à bacia do Salgado e tem uma profundidade máxima de 35 metros.
Suas obras foram realizadas pelo Departamento Nacional de Obras Contra a Seca (DNOCS), sendo concluído em 1985. Sua capacidade é de 37.180.000 m³.